# Indrois
L'Indrois est un cours d'eau français, qui coule dans les départements de l'Indre et d'Indre-et-Loire, en région Centre-Val de Loire.
C'est un affluent de l'Indre, donc un sous-affluent de la Loire.

## Géographie

### Cours
Le cours d'eau à une longueur de 60,75 km.
Il prend sa source dans le département de l'Indre, à 185 m d'altitude, sur le territoire de la commune de Villegouin, puis s'écoule vers le nord-ouest.
Son confluent avec l'Indre, se situe dans le département d'Indre-et-Loire, à 61 m d'altitude, sur le territoire de la commune d'Azay-sur-Indre,.

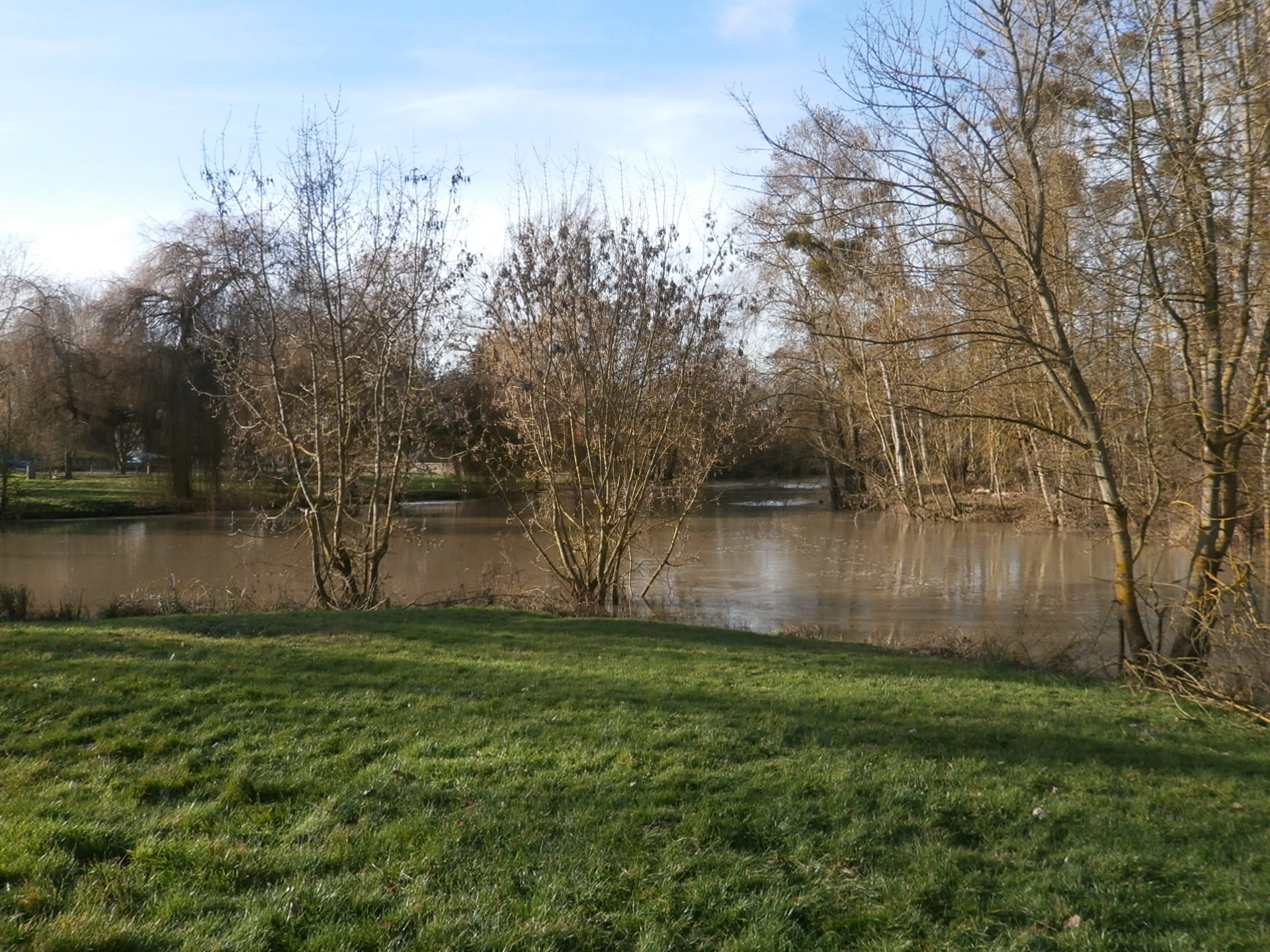
Le confluent en 2015.

### Départements et communes traversés
La rivière traverse douze communes situés dans les départements d'Indre-et-Loire et de l'Indre,.

#### Indre (36)
- Préaux
- Villegouin

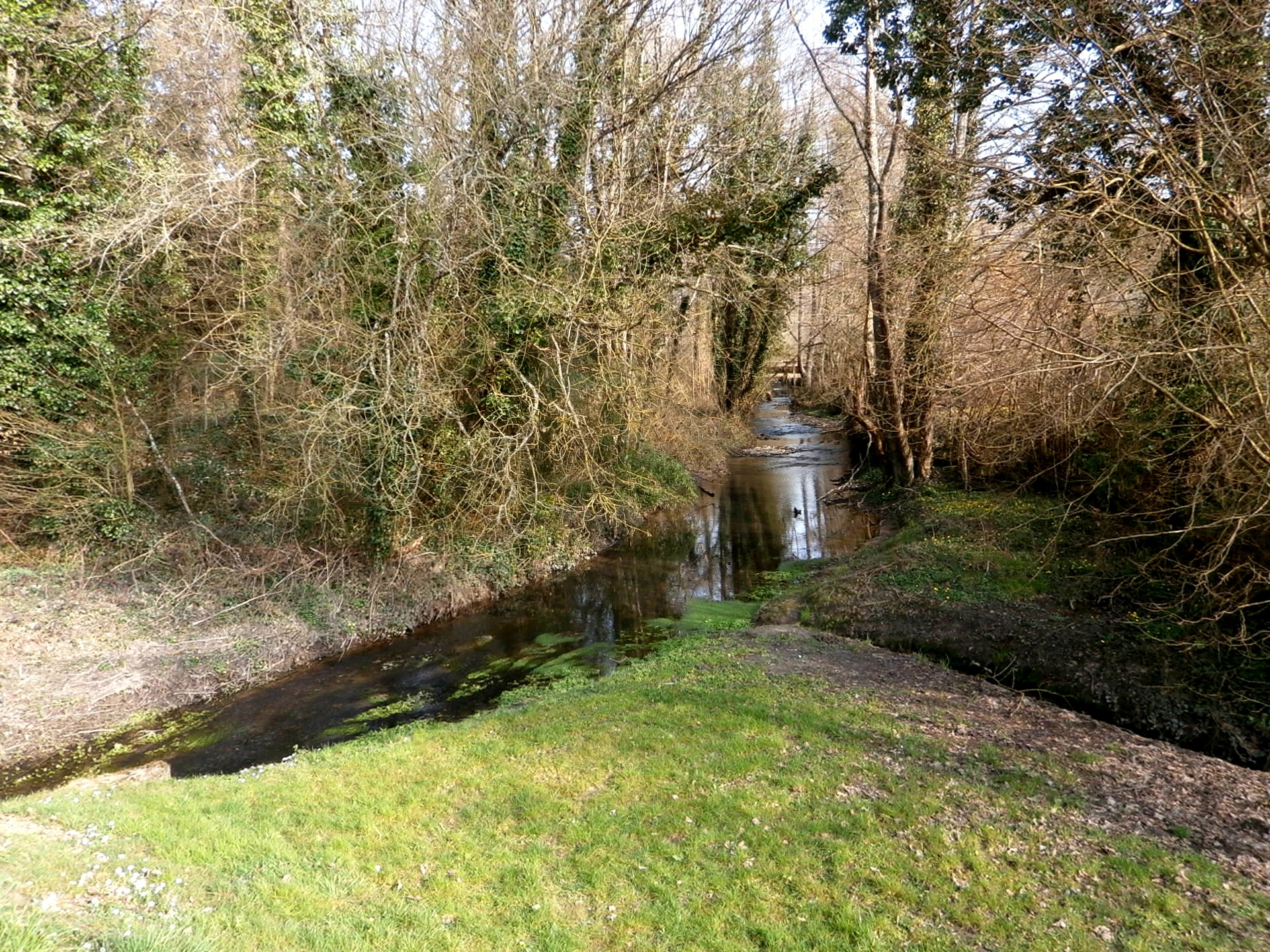
Préaux en 2015.
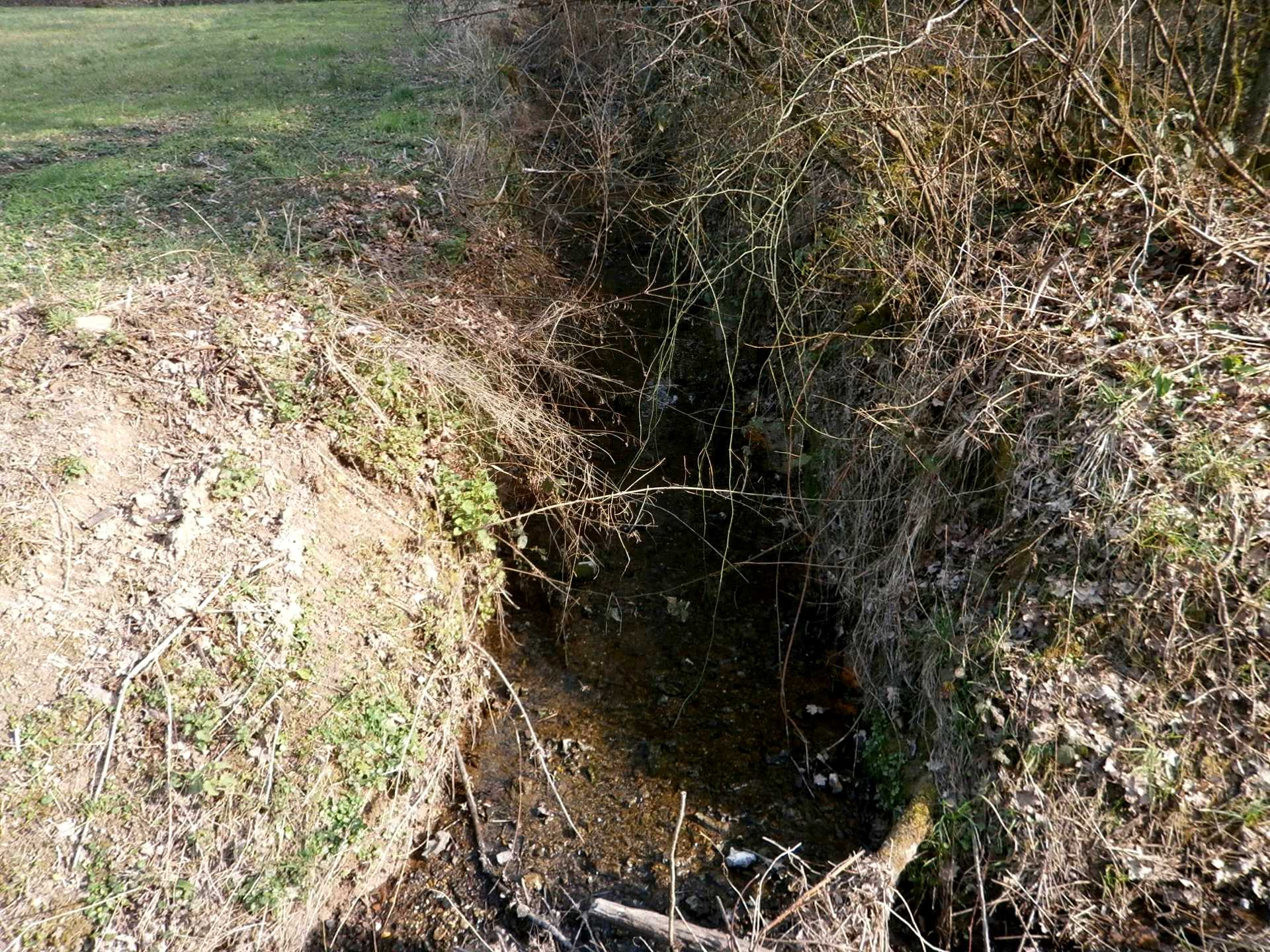
Villegouin en 2015.

#### Indre-et-Loire (37)
- Azay-sur-Indre
- Beaumont-Village
- Chédigny
- Chemillé-sur-Indrois
- Genillé
- Loché-sur-Indrois
- Montrésor
- Saint-Quentin-sur-Indrois
- Villedômain
- Villeloin-Coulangé

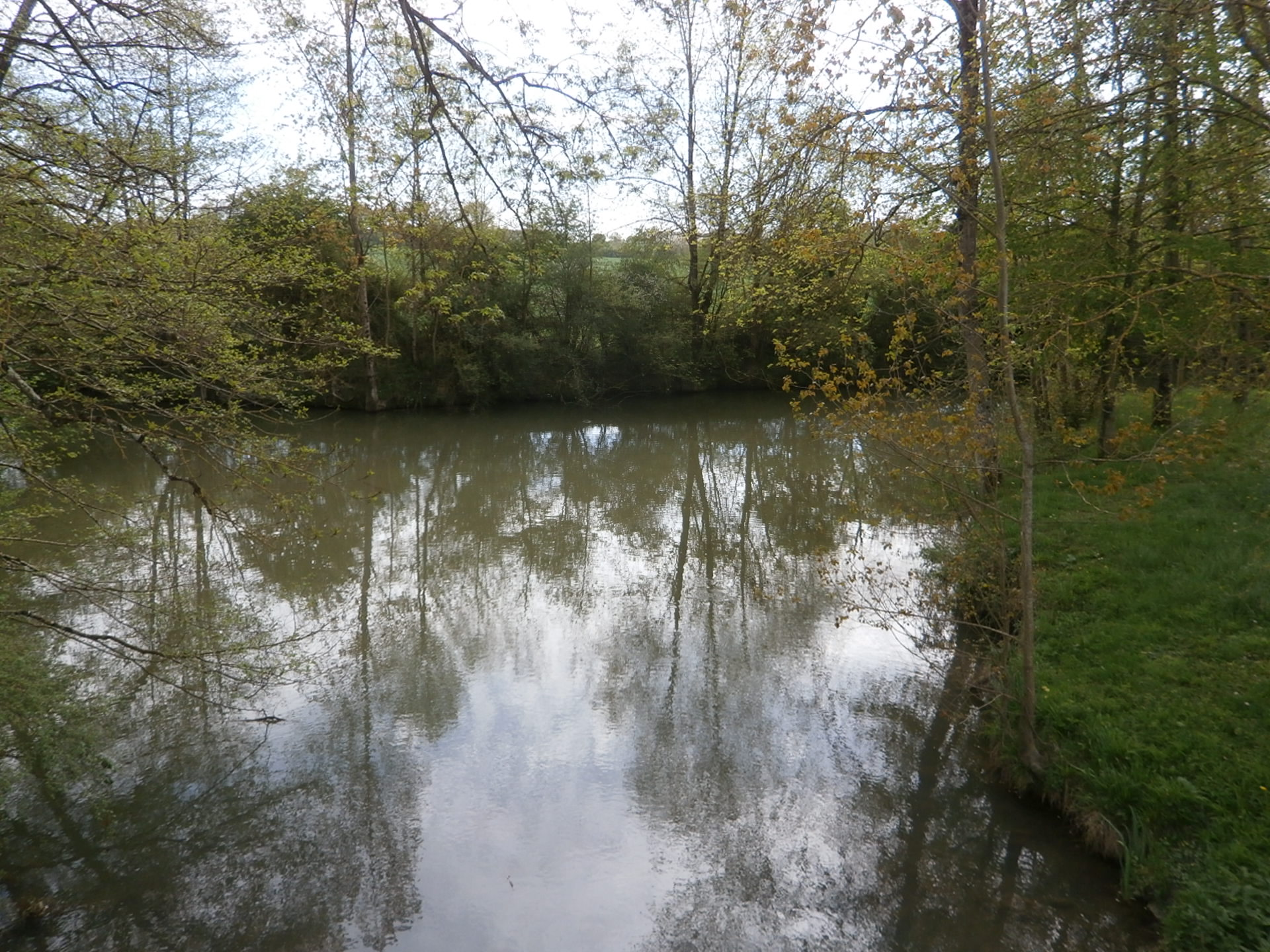
Beaumont-Village en 2015.
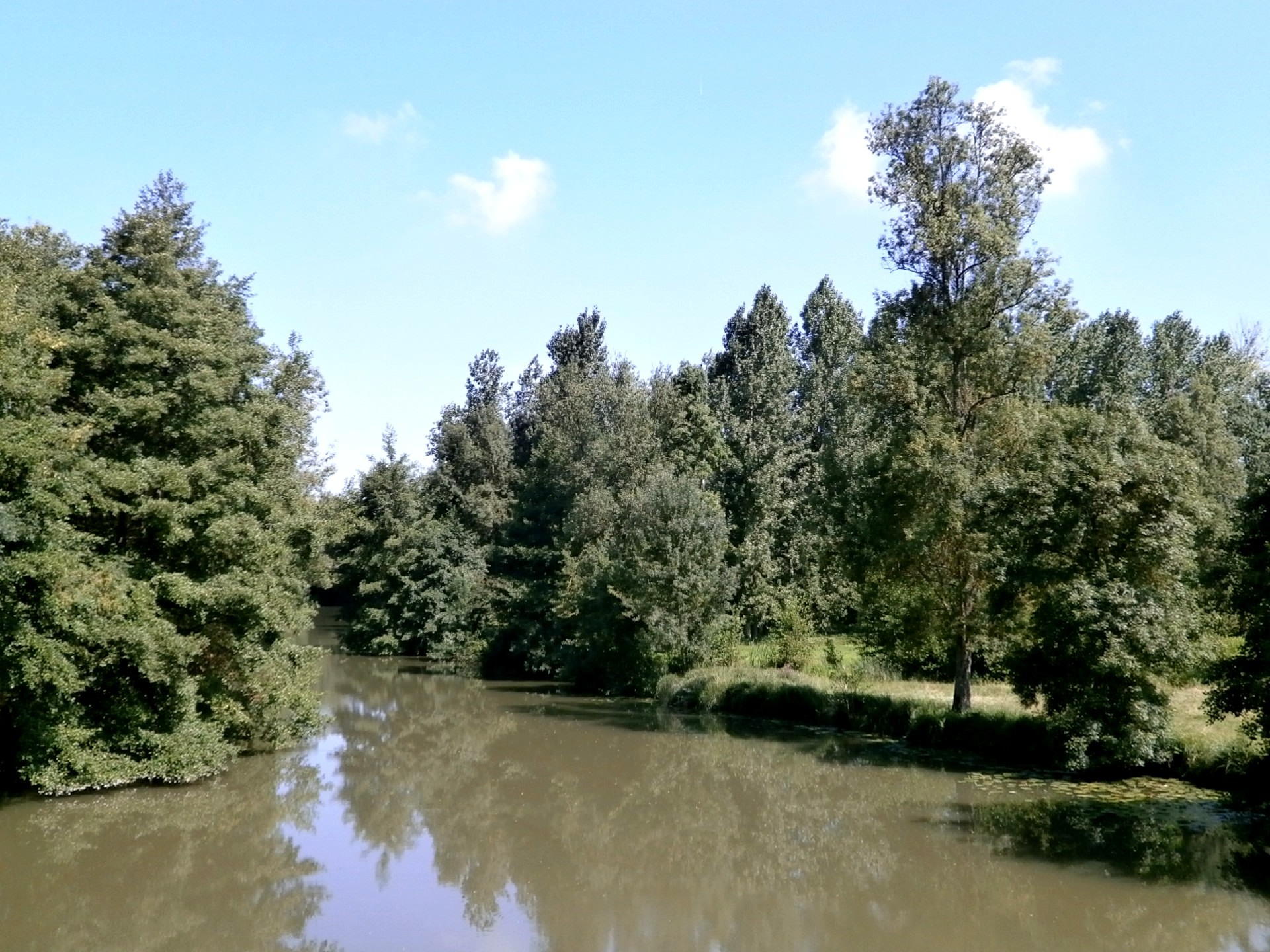
Chédigny en 2014.
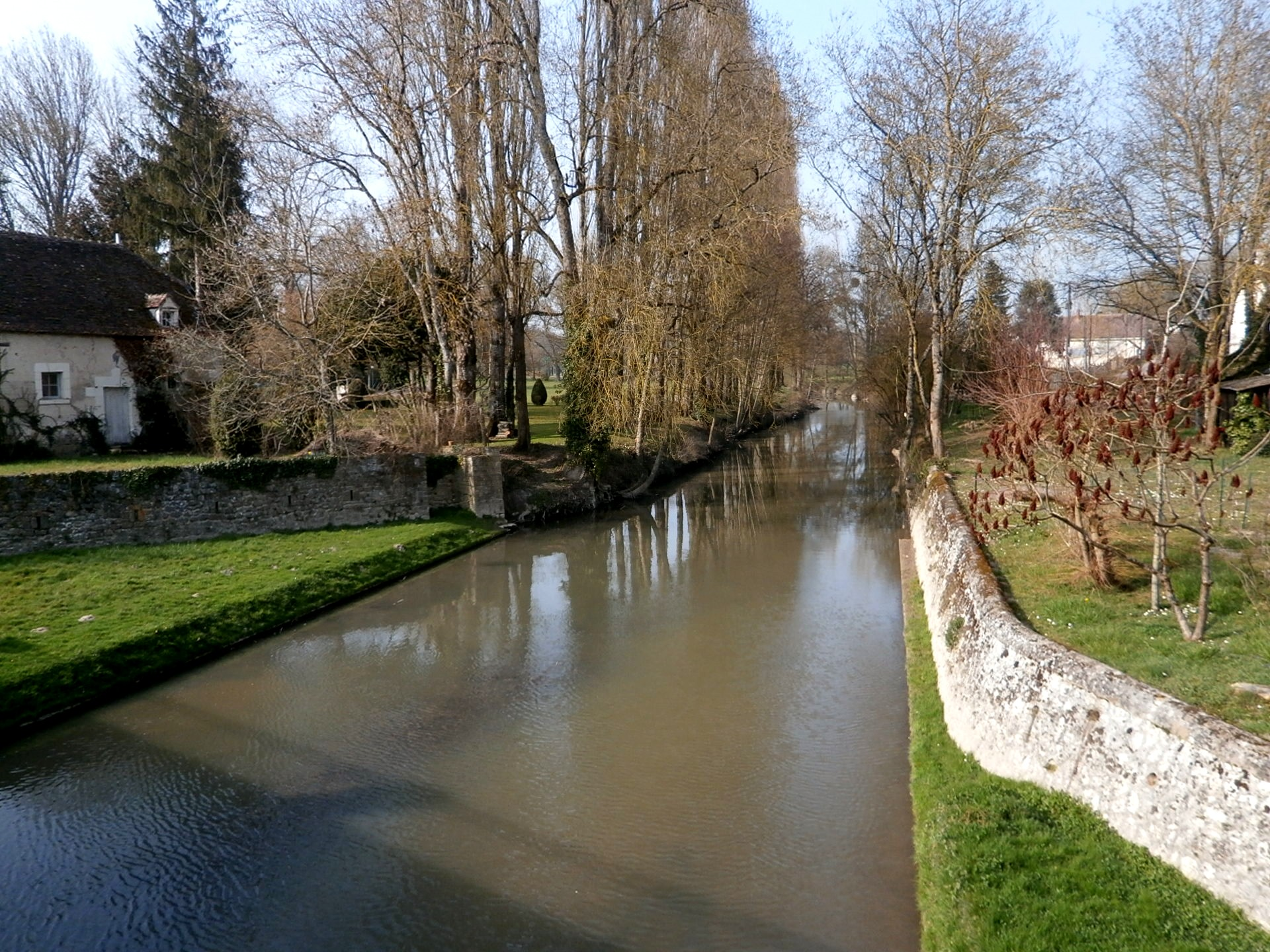
Loché-sur-Indrois en 2015.

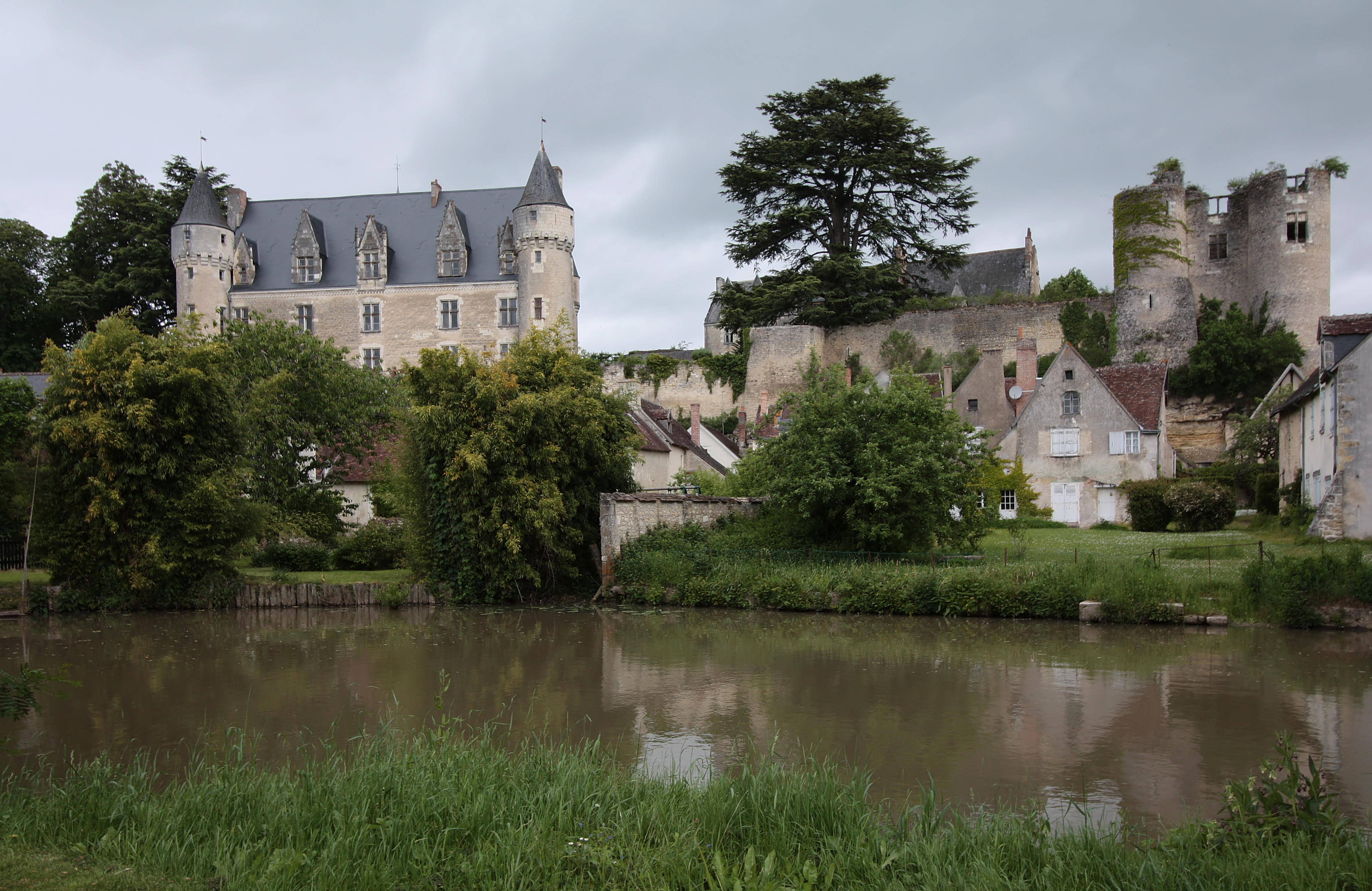
Montrésor en 2009.
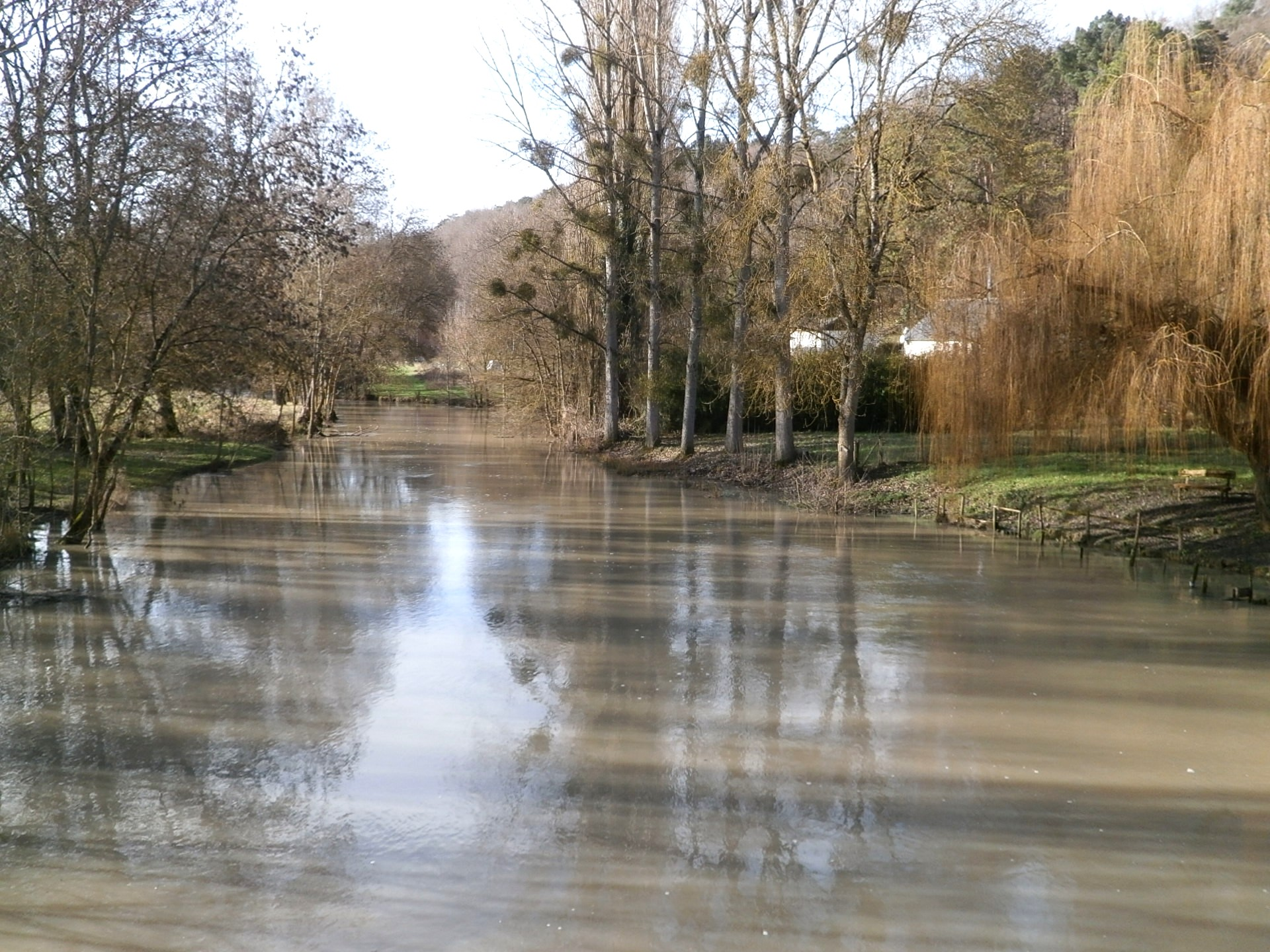
Saint-Quentin-sur-Indrois en 2015.
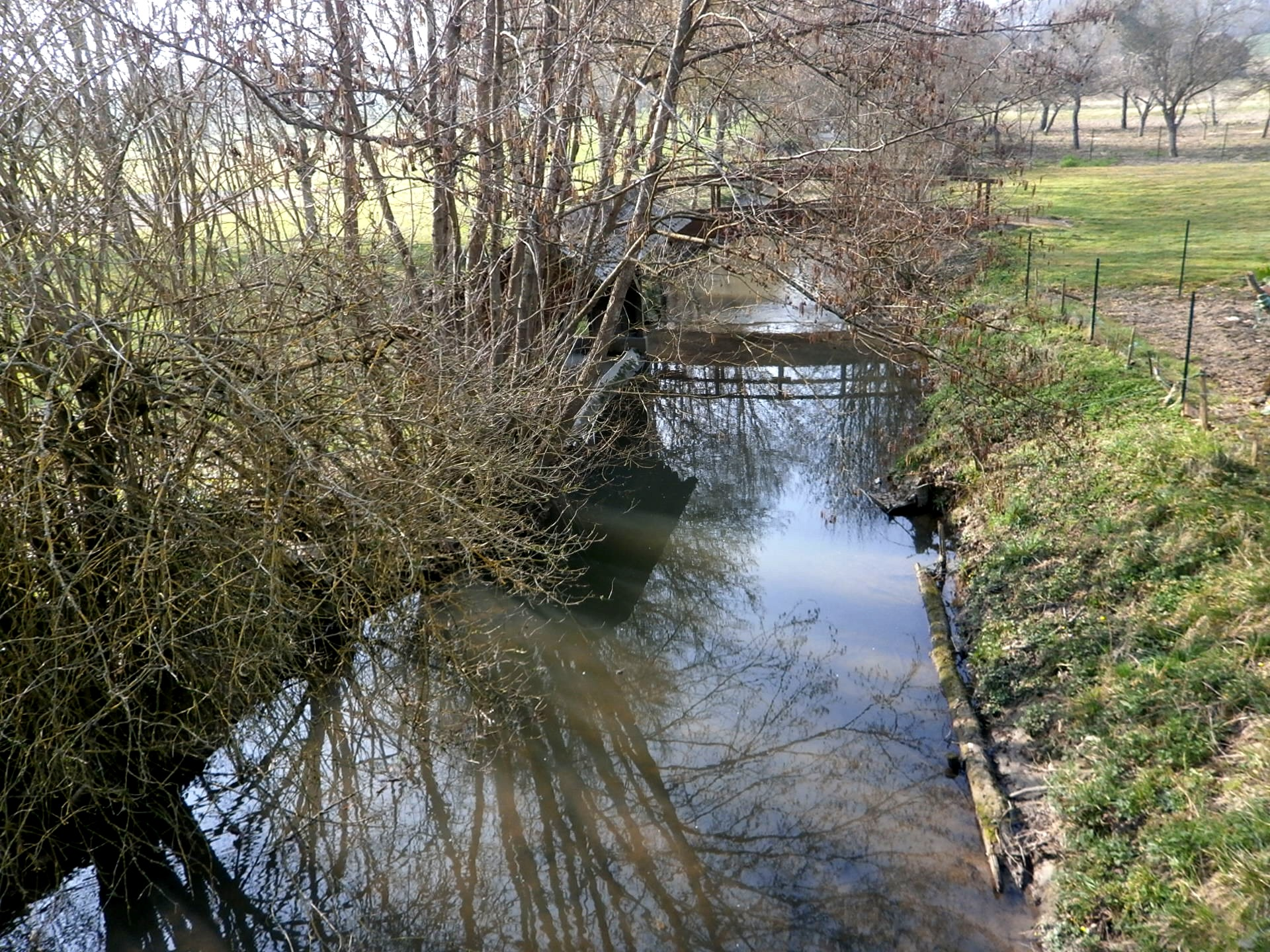
Villedômain en 2015.
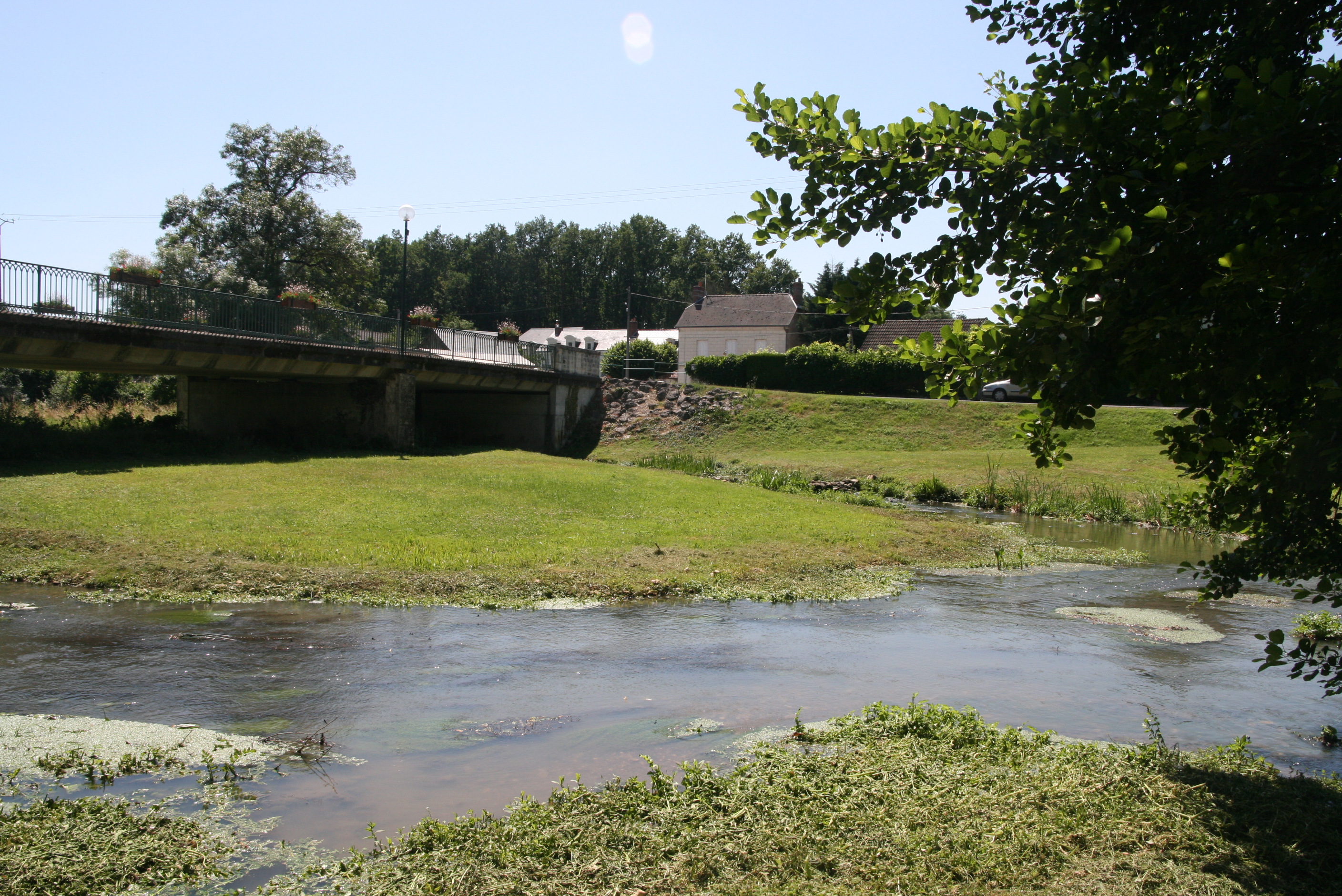
Villeloin-Coulangé en 2010.

### Bassin versant
Les bassins hydrographiques sont découpés dans le référentiel national BD Carthage en éléments de plus en plus fins, emboîtés selon quatre niveaux : régions hydrographiques, secteurs, sous-secteurs et zones hydrographiques.
L'Indrois traverse les six zones hydrographiques suivantes :
- l'Indrois du rau d'Olivet à l'Indre ;
- l'Indrois de la Tourmente au rau d'Olivet ;
- l'Indrois de sa source à la Tourmente ;
- l'Indre de l'Indrois à l'Echandon ;
- rau d'Olivet & ses affluents ;
- l'Indre du rau de Boutineau à l'Indrois.

Le bassin versant de l'Indrois s'insère dans les zones hydrographiques « L'Indrois du rau d'Olivet à l'Indre, L'Indrois de la Tourmente au rau d'Olivet et L'Indrois de sa source à la Tourmente », au sein du bassin DCE plus large « La Loire, les cours d'eau côtiers vendéens et bretons ».

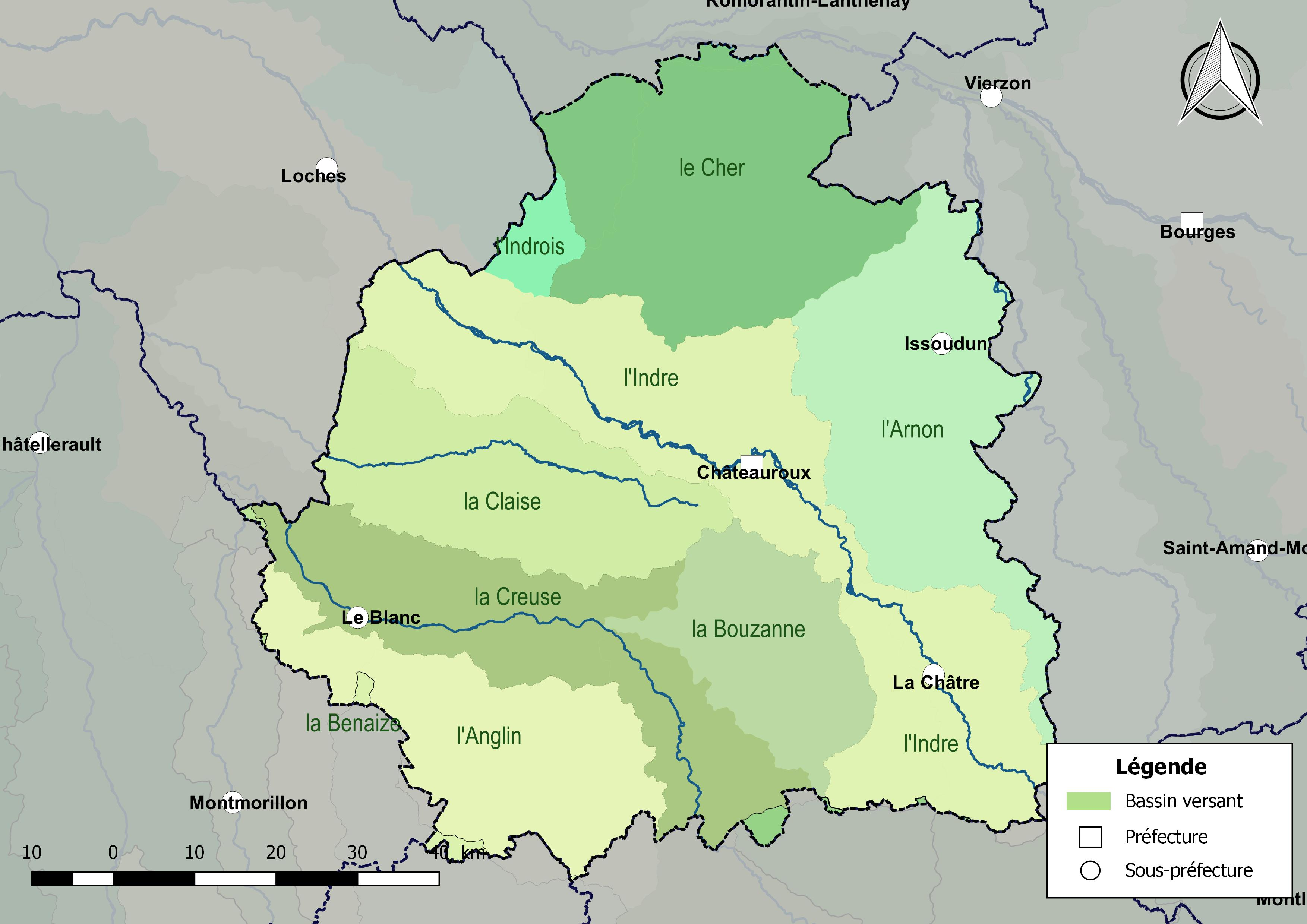
Les principaux bassins versants du département de l'Indre.
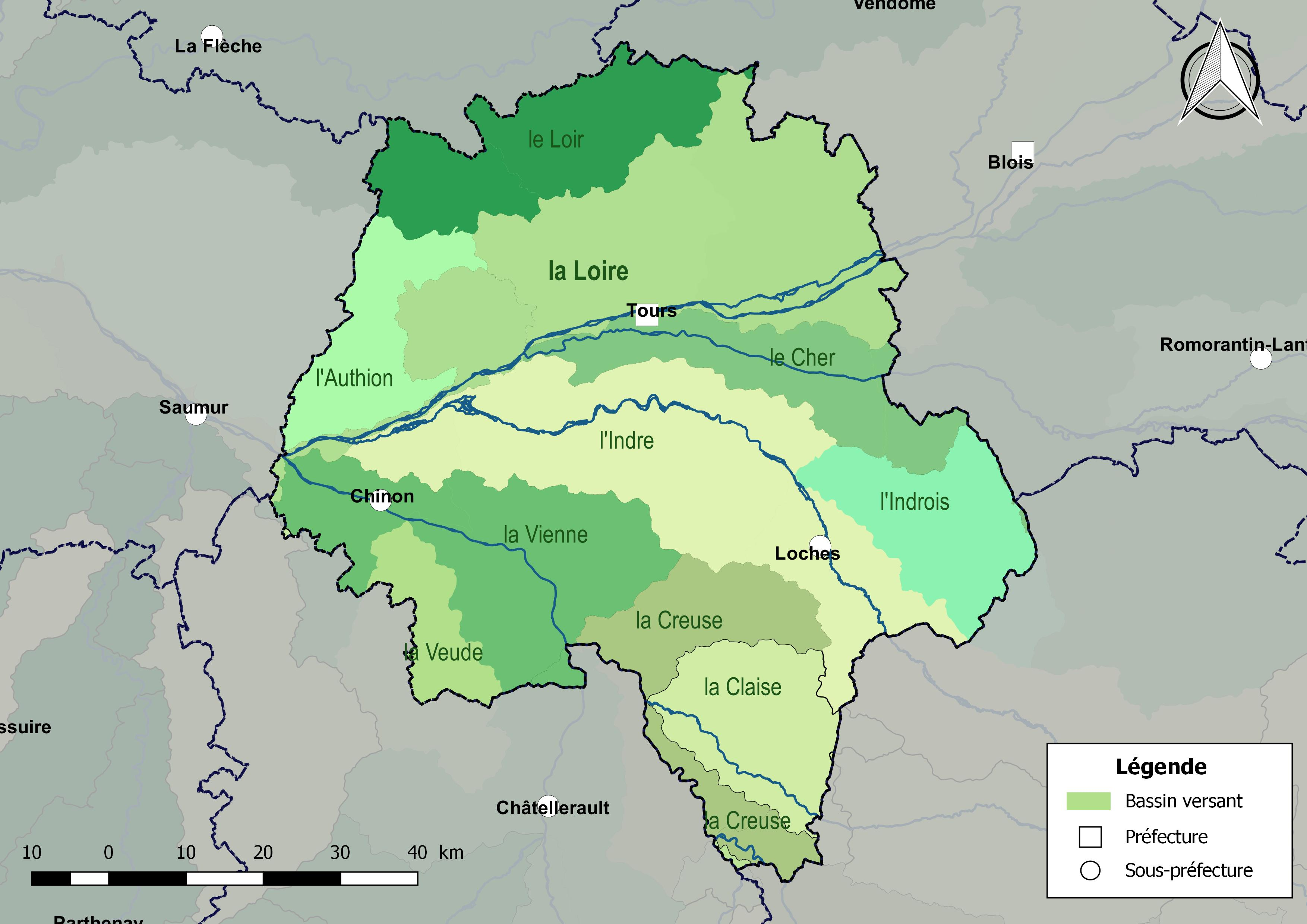
Les principaux bassins versants du département d'Indre-et-Loire.

#### Échelle du bassin
En France, la gestion de l’eau, soumise à une législation nationale et à des directives européennes, se décline par bassin hydrographique, au nombre de sept en France métropolitaine, échelle cohérente écologiquement et adaptée à une gestion des ressources en eau. L'Indrois est sur le territoire du bassin Loire-Bretagne et l'organisme de gestion à l'échelle du bassin est l'agence de l'eau Loire-Bretagne.

## Affluents
L'Indrois possède trente six affluents.
| Noms                 | km | Noms          | km |
| -------------------- | -- | ------------- | -- |
| K7436860             | 4  | K7404200      | 2  |
| K7439200             | 4  | Rouère Hyglas | 2  |
| La Frillière         | 4  | K7419000      | 2  |
| K7404600             | 3  | K7407100      | 2  |
| K7405650             | 3  | K7405580      | 1  |
| K7435400             | 2  | K7436400      | 1  |
| La Juberdière        | 2  | K7405600      | 1  |
| K7436950             | 2  | K7436300      | 1  |
| Ruisseau des Chenais | 2  |               |    |

| Noms                      | km | Noms                 | km |
| ------------------------- | -- | -------------------- | -- |
| La Tourmente              | 20 | Ruisseau de Marolles | 3  |
| L'Olivet                  | 15 | K7404300             | 3  |
| Le Calais                 | 10 | Ruisseau des Chênes  | 2  |
| Le Roche                  | 7  | K7434100             | 2  |
| Ruisseau d'Orfeuil        | 6  | K7404100             | 2  |
| Ravin de la Planche Singé | 6  | K7405700             | 2  |
| Ruisseau de la Rochette   | 6  | K7418100             | 1  |
| Ruisseau d'Hys            | 6  | K7405560             | 1  |
| Ruisseau de la Pinottière | 5  | Ruisseau de Pérouzin | 1  |
| K7436900                  | 4  |                      |    |

### Rang de Strahler
Son rang de Strahler est de cinq.

## Hydrologie

### Stations de mesures
Montrésor
Établie à 89 m d'altitude, la station de mesure est située dans la commune de Montrésor (Indre-et-Loire). Elle fut mise en service le 1er janvier 1986 à 12h00. C'est une station de type « station à une échelle » et son statut est « station sans signification hydrologique ». Son bassin-versant topographique représente 246 km2. Cette station mesure les hauteurs du cours d'eau uniquement.
Genillé
Établie à 76 m d'altitude, la station de mesure est située dans la commune de Genillé (Indre-et-Loire). Elle fut mise en service le 19 août 1977 à 18h50. C'est une station de type « station à une échelle » et son statut est « station avec signification hydrologique ». Son bassin-versant topographique représente 396 km2. Cette station mesure les hauteurs et les débits du cours d'eau.
Le module de la rivière y est de 2,22 m3/s, calculé sur 38 ans, mais les fluctuations saisonnières de débit sont très marquées. Les hautes eaux se déroulent en hiver avec un débit mensuel moyen situé entre 3,44 et 4,65 m3/s, de janvier à mars inclus, avec un maximum en janvier. Dès fin mars, le débit chute progressivement jusqu'aux basses eaux d'été, de juin à octobre ; le débit moyen mensuel peut alors descendre jusqu'à 0,56 m3/s au mois d'août.

### Étiage ou basses eaux
Le VCN3 peut chuter jusque 0,18 m3, en cas de période quinquennale sèche, soit 180 litres par seconde, ce qui ne peut être considéré comme sévère, surtout pour un petit cours d'eau.

### Crues
Les crues peuvent être fort importantes compte tenu de la taille assez réduite du bassin. Les QIX 2 et QIX 5 valent en effet respectivement 53 et 85 m3. Le QIX 10 est de 110 m3/s, le QIX 20 de 130 m3. Quant au QIX 50, il se monte à 150 m3/s.
Le débit instantané maximal enregistré à Genillé a été de 127 m3/s, le 12 mai 1985, tandis que la valeur journalière maximale était de 82,1 m3/s le même jour. Si l'on compare la première de ces valeurs à l'échelle des QIX exposée plus haut, on constate que cette crue était à peine d'ordre vicennal, et donc nullement exceptionnelle.

### Lame d'eau et débit spécifique
Au total, l'Indrois est une rivière irrégulière et moyennement abondante dans le contexte des rivières de plaine du bassin de la Loire. La lame d'eau écoulée dans son bassin est de 180 millimètres annuellement, ce qui est inférieur à la moyenne d'ensemble de la France tous bassins confondus, mais aussi à la moyenne du bassin de la Loire (plus ou moins 244 millimètres). Le débit spécifique de la rivière (ou Qsp) atteint 5,7 litres par seconde et par kilomètre carré de bassin.

### État des masses d'eau et objectifs
Pour les cours d’eau, la délimitation des masses d’eau est basée principalement sur la taille du cours d’eau et la notion d’hydro-écorégion. Ces masses d’eau servent ainsi d’unité d’évaluation de l’état des eaux dans le cadre de la directive européenne.
L'Indrois fait partie des masses d'eaux codifiée FRGR0354 et FRGR1549 et dénommée « L'Indrois et ses affluents depuis Villeloin-Coulangé jusqu'à la confluence avec l'Indre et L'Indrois et ses affluents depuis la source jusqu'à Villeloin-Coulangé ».
Le schéma directeur d'aménagement et de gestion des eaux (Sdage) Loire-Bretagne est un document de planification dans le domaine de l’eau. Il définit, pour une période de six ans les grandes orientations pour une gestion équilibrée de la ressource en eau ainsi que les objectifs de qualité et de quantité des eaux à atteindre dans le bassin Loire-Bretagne. L'état des lieux 2013 défini dans la SDAGE 2016 – 2021 et les objectifs à atteindre pour cette masse d'eau sont les suivants,, :
| Code masse d'eau | Libellé masse d'eau                                                                     |
| ---------------- | --------------------------------------------------------------------------------------- |
| FRGR0354         | L'Indrois et ses affluents depuis Villeloin-Coulangé jusqu'à la confluence avec l'Indre |
| FRGR1549         | L'Indrois et ses affluents depuis la source jusqu'à Villeloin-Coulangé                  |

|          | Écologique | Biologique | Physico-chimie générale | Polluants spécifiques |
| -------- | ---------- | ---------- | ----------------------- | --------------------- |
| FRGR0354 | Moyen      | Moyen      | Bon état                | Bon état              |
| FRGR1549 | Moyen      | Moyen      | Bon état                | X                     |

|          | Écologique | Chimique | Global   |
| -------- | ---------- | -------- | -------- |
| FRGR0354 | Bon état   | Bon état | Bon état |
| FRGR1549 | Bon état   | Bon état | Bon état |

## Histoire
Le nom de l'Indrois est un dérivé en -iscus (suffixe diminutif) du nom de l'Indre ; il apparaît dans un cartulaire de l'abbaye de Cormery en 850 (Andriscus). C'est Grégoire de Tours qui, le premier, cite l'Indre au VIe siècle sous le nom de fluvium Angerem dans La Vie des Pères (chap. XVIII). Ce nom est souvent attribué à une évolution du francique anger (prairie herbeuse) d'après la racine ang- ou angr-.
La rivière a donné son hydronyme aux trois communes de Chemillé-sur-Indrois, Loché-sur-Indrois et Saint-Quentin-sur-Indrois.

## Aménagements et écologie

### Milieu naturel
L'Indrois de la confluence avec la Tourmente jusqu'à la confluence avec l'Indre est classé dans la liste 1 au titre de l'article L. 214-17 du code de l'environnement sur le Bassin Loire-Bretagne. Du fait de ce classement, aucune autorisation ou concession ne peut être accordée pour la construction de nouveaux ouvrages s'ils constituent un obstacle à la continuité écologique et le renouvellement de la concession ou de l'autorisation des ouvrages existants est subordonné à des prescriptions permettant de maintenir le très bon état écologique des eaux.
Le cours d'eau est de deuxième catégorie.